# Søren W. Johansson
Søren Wulff Johansson ved sin død Søren Jens Johansson, tidligere Søren Linnemand Johansson (født 26. august 1971 i Hals, Nordjylland, død 9. august 2020 i Borup) var en dansk atlet (tikæmper). Han var medlem af atletikklubben Aalborg AK indtil 1989, Trongårdens IF 1991-92, Sparta Atletik (1993) og endelig Københavns IF (1994-95). 

## Doping
Søren Wulff Johansson var den første danske idrætsudøver, som blev udelukket fra sin sport på livstid pga. en dopingdom.
Johansson blev første gang taget positiv for doping i 1989, og blev idømt to års karantæne for brug af anabolske steroider.
I 1995 blev han taget med en positiv dopingprøve anden gang, også denne gang for brug af anabolske steroider og blev udelukket på livstid.
Den 22. oktober 2000, kom det frem at Johansson i 1989, kort inden afrejsen til NM, fik et tilbud af landstræneren i mangekamp Jens B. Christensen: "Hvis du tager doping, så sig det nu, og du kan blive hjemme, uden yderligere konsekvenser." Dette hævdede Johansson, i et interview i DR TV Sporten. Jens B. Christensen, medlem i Anti-Doping Danmark og formand for Team Danmarks repræsentantskab, bekræftede oplysningerne uden at sagen fik konsekvenser for ham. Tilbuddet blev givet, fordi dansk atletik ikke ønskede at blive tilsværtet i en eventuel dopingskandale. Johansson fortalte i samme interview, hvordan han i flere år havde dopet sig, og at det skulle være sket sammen med sprinteren Claus Hirsbro, der netop var blevet testet positiv for anden gang og kort efter fik en livsvarig doping-karantæne. Hirsbro reagerede vredt og afviste beskyldningerne og kalde Johansson for "lystløgner".
Johansson vandt to danske mesterskaber samt to juniormesterskaber. 
Under udelukkelsen var Johansson maratonløber på motionsniveau. Danmarks Idræts-Forbund’s dopingnævn hævede per 26. september 2011 delvist Johanssons livsvarige udelukkelse. Han havde efter 16 år ansøgt om at få virke som ungdomstræner i sin hjemby Aalborg. En ansøgning som dopingnævnet imødekom ved delvist at hæve udelukkelsen således, at han blev berettiget til at fungere som ungdomstræner i dansk atletik.

## Familie og karriere
Han fik tre børn, sønnen Mikkel som tilhører den danske sprinterelite og datteren Savannah der har sat danske ungdomsrekorder i hammerkast.
Han var uddannet merkonom fra Aalborg Handelsskole, arbejdede indenfor salg af medicinalprodukter og boede I Braunschweig, Tyskland en årrække.
Han forsvandt i august 2020 og blev først fundet efter 10 dage siddende i sin bil i Borup Skov. Obduktionen viste senere, at han pludselig var blevet ramt af en blodprop i hjertet.

## Danske mesterskaber
- Guld 1995 Tikamp 7154p
- Guld 1994 Femkamp 3692p
- Guld 1993 Hold
- Bronze 1991 Hold

Junior
- Guld 1993 Kuglestød-inde 14,19
- Guld 1992 Tikamp 6982 p

## Personlige rekorder
- 100 meter: 11.03, -0.8, Reykjavik, 2. august 1994
- 200 meter: 22.25, +0.0, Lyngby Stadion, 1994
- 400 meter: 49,35, Alingsås, Sverige, 3. juni 1994
- 110 meter hæk: 14,67 1995 /14,7h, Skovdalen Atletikstadion, Ålborg, 3. juni 1995
- Længdespring: 7.24 -0.3 Høje Bøge Stadion, Svendborg, 3. september 1994
- Højdespring: 2.04 Malmø, 16. maj 1994
- Kuglestød: 14,67 Århus Stadion, juni 1994 (inde: 14,19 1993)
- Diskoskast: 44,52 1995 Randers 4. juni 1995
- Spydkast: 58,82 1995 Friberg, Tyskland 14 juni 1992[7]
- Femkamp: 3616 point Høje Bøge Stadion, Svendborg, 3. september 1994.
- Tikamp: 7154 point Randers 3.-4. juni 1995 (Serie:11,18(+0,6)-702(+0,3)-13,72-1,88-50,35-14,7(+0,2)-42,52-3,80-51,42-4,59,29)[8]